# Streichfett

Allgemeine chemische Struktur von Fetten (R^{1}, R^{2} und R^{3} sind Alkyl- oder Alkenylreste mit einer meist ungeraden Anzahl von Kohlenstoffatomen.)

Streichfette werden in der Ernährung verwendete Fette genannt, die bei Raumtemperatur schon fest, aber noch streichfähig sind. Beispiele sind Butter oder Margarine oder andere Pflanzenfette. Chemisch handelt es sich bei Streichfetten um feste, plastische Emulsionen mit Fett als wesentlichem Bestandteil. Alle Streichfette müssen für den menschlichen Verzehr geeignet sein.

## EG-Streichfett-Verordnung
Nach einer früheren Definition der Europäischen Kommission sind Streichfette „Erzeugnisse mit einem Fettgehalt von mindestens 10 % und höchstens 90 % Massenanteil, die bei einer Temperatur von 20 °C fest bleiben.“ Nach dieser Verordnung wurden „die Bezeichnungen ‚Butter‘ und ‚Margarine‘ nur für Erzeugnisse mit einem Fettgehalt von mindestens 80 %“ verwendet. Hierdurch sollte der Verbraucher vor möglichen Verwechslungen zwischen Butter, Margarine und sonstigen Streichfetten abweichenden Fettgehalts (z. B. Minarine) geschützt werden. Die EG- bzw. EWG-Verordnung (EG) 2991/94 teilte Streichfette in folgende drei Gruppen ein:
MilchfetteDiese werden ausschließlich aus Milch oder bestimmten Milchprodukten hergestellt. Die Erzeugnisse tragen die Verkehrsbezeichnungen Butter, Dreiviertelfettbutter, Halbfettbutter und Milchstreichfett.
FetteDiese werden aus festen oder flüssigen Pflanzenfetten oder tierischen Fetten (Tierfett) gewonnen. Sie enthalten höchstens 3 % Milchfett. Die Erzeugnisse tragen die Verkehrsbezeichnungen Margarine, Dreiviertelfettmargarine, Halbfettmargarine, Streichfett. Als pflanzlich bezeichnete Fette dürfen höchstens 2 % Fett tierischen Ursprungs enthalten.
MischfetteDiese werden aus festen oder flüssigen pflanzlichen oder tierischen Erzeugnissen, also Mischungen von diesen, hergestellt. Der Milchfettanteil darf bei Mischfetten zwischen 10 % und 80 % des Gesamtfettgehalts betragen.

## EU-Vermarktungsnormen
Für den EU-Binnenmarkt sind die Anforderungen an zum menschlichen Verzehr bestimmte, bei 20 Grad Celsius festbleibend streichfähige landwirtschaftlichen Erzeugnisse mit einem Masseanteil von 10 % bis weniger als 90 % Milchfette, Fette oder gemischte pflanzliche und/oder tierische Fette, also Streichfette in diesem Sinne seit 2007 verbindlich definiert. Ergänzende nationale Regelungen zu Qualitätsanforderungen sind den EU-Mitgliedsstaaten gestattet, so dass etwa die Definitionen für Deutsche Markenbutter nach der Butterverordnung erhalten blieben.

### Milchfette
Diese Gruppe bilden Erzeugnisse in Form einer festen, plastischen Emulsion, überwiegend nach dem Typ Wasser in Öl, ausschließlich bestehend aus Milch und/oder bestimmten Milcherzeugnissen mit Fett als wesentlichem Wertbestandteil. Ihnen dürfen auch andere zu ihrer Herstellung notwendige Stoffe zugesetzt werden, sofern diese Stoffe nicht dazu bestimmt sind, einen Milchbestandteil ganz oder teilweise zu ersetzen. Zu dieser Gruppe zahlt das Lebensmittel, das allein dann unter der Bezeichnung Butter in Verkehr gebracht werden darf, wenn es einen Milchfettgehalt von mindestens 80 % und weniger als 90 %, einem Höchstgehalt an Wasser von 16 % sowie einem Höchstgehalt an fettfreier Milchtrockenmasse von 2 % aufweist. Milchfette mit einem bestimmten geringeren Fettanteil sind dort als Dreiviertelfettbutter, Halbfettbutter oder Milchfett X % definiert. Bei einem Milchfettanteil von höchstens 62 % können sie seit 2016 (zusätzlich oder im Falle der Dreiviertelfett- oder Halbfettbutter nur) als fettreduziert oder light bezeichnet werden.

### Fette
Diese Gruppe bilden Erzeugnisse ebenfalls in Form einer festen, plastischen Emulsion, die aus festen und/oder flüssigen pflanzlichen und/oder tierischen Fetten gewonnen wurden, für die menschliche Ernährung geeignet sind und deren Milchfettgehalt im Enderzeugnis höchstens 3 % des Fettgehalts beträgt. Hierzu zählen Margarine, Dreiviertel- oder Halbfettmargarine sowie Streichfett X %.

### Mischfette
Diese Gruppe bilden die entsprechende Emulsion, die aus festen und/oder flüssigen pflanzlichen und/oder tierischen Fetten gewonnen wurden, für die menschliche Ernährung geeignet sind und deren Milchfettgehalt im Enderzeugnis zwischen 10 % und 80 % des Fettgehalts beträgt. Die Verkehrsbezeichnungen (Dreiviertel-/ Halbfett-) Mischfett bzw. Mischstreichfett sind entsprechend definiert.